# Surrender (ER)
Surrender is de twaalfde aflevering van het zevende seizoen van de televisieserie ER, die voor het eerst werd uitgezonden op 1 februari 2001.

## Verhaal
Dr. Weaver brengt de nacht door met dr. Legaspi, dr. Weaver is nog onwennig over deze relatie en wil deze graag verborgen houden voor de buitenwereld. Ondertussen raakt zij in een conflict met dr. Kovac, hij behandelt een werkneemster van een illegale sweatshop en wil de politie bellen. Dit zorgt ervoor dat de werknemers daar de zaak in brand steken, met alle rampzalige gevolgen van dien.
Dr. Greene keert terug op zijn werk na zijn hersenoperatie, het wordt al snel duidelijk dat hij nog niet helemaal hersteld is. 
Dr. Corday heeft nog steeds last van paniekaanvallen tijdens operaties. Het lukt haar niet om hier overheen te komen.
Dr. Benton laat zich overhalen door dr. Romano om een extra baan aan te nemen, namelijk directeur van de afdeling gelijkheid.
Dr. Carter wordt, nu hij eerlijk is geweest over het bijna innemen van vicodin, gestraft door dr. Weaver en mag nu geen medicijnen meer voorschrijven aan patiënten. Later bezoekt hij zijn neef Chase bij hem thuis en vertelt hem over zijn drugsproblemen. 
Lockhart heeft haar handen vol aan twee oude geile mannen.

## Rolverdeling

### Hoofdrollen
- Anthony Edwards - Dr. Mark Greene
- Noah Wyle - Dr. John Carter
- Laura Innes - Dr. Kerry Weaver
- Alex Kingston - Dr. Elizabeth Corday
- Paul McCrane - Dr. Robert Romano
- Goran Višnjić - Dr. Luka Kovac
- Erik Palladino - Dr. Dave Malucci
- Eriq La Salle - Dr. Peter Benton
- David Brisbin - Dr. Alexander Babcock
- Elizabeth Mitchell - Dr. Kim Legaspi
- Maura Tierney - verpleegster Abby Lockhart
- Yvette Freeman - verpleegster Haleh Adams
- Laura Cerón - verpleegster Chuny Marquez
- Deezer D - verpleger Malik McGrath
- Lily Mariye - verpleegster Lily Jarvik
- Lucy Rodriguez - verpleegster Bjerke
- Lyn Alicia Henderson - ambulancemedewerker Pamela Olbes
- Michelle Bonilla - ambulancemedewerker Christine Harms
- Claudine Claudio - ambulancemedewerker Silva
- Emily Wagner - ambulancemedewerker Doris Pickman
- Demetrius Navarro - Morales
- Troy Evans - Frank Martin

### Gastrollen (selectie)
- Jay Michael Ferguson - Gary
- Steve Hofvendahl - patiënt van dr. Corday
- Ann Marie Lee - Georgia
- Walter Olkewicz - man van Georgia
- Jonathan Scarfe - Chase Carter
- Tom Bosley - Walter Nikolaides
- Tom Poston - Earl
- Burt Bulos - Lovejoy